# 奇索内
奇索内（義大利語：Cissone），是意大利库内奥省的一个市镇。总面积5平方公里，人口82人，人口密度16.4人/平方公里（2009年）。ISTAT代码为004070。